# Gongyi (contea)
Gongyi (巩义市S, Gǒngyì ShìP) è una città-contea della Cina, situata nella provincia di Henan e amministrata dalla prefettura di Zhengzhou.